# Kymönjärvi
Kymönjärvi är en sjö i kommunen Viitasaari i landskapet Mellersta Finland i Finland. Sjön ligger 100,5 meter över havet. Arean är 1,04 kvadratkilometer och strandlinjen är 11,04 kilometer lång. Sjön  ingår i Kymmene älvs huvudavrinningsområde.   Den ligger omkring 96 kilometer norr om Jyväskylä och omkring 330 kilometer norr om Helsingfors. 